# Synodes de Pińczów
Une suite de 22 synodes calvinistes se sont tenus dans la ville de Pińczów, de 1550 à 1563.
À l'époque de la Réforme, Pińczów appartenait à un noble calviniste, Mikołaj Oleśnicki. C'était l'un des centres du calvinisme et de l'arianisme en Pologne. Des synodes ont eu lieu dans l'ancienne église du monastère catholique des Pères paulins. L'Académie de Pińczów et le projet de traduction de la Bible de Brest ont été associés à ces synodes, de même que l'émergence des Frères polonais, plus tard connus sous le nom de Sociniens.

## Les plus importants synodes protestants tenus à Pińczów
- Automne 1550 - le premier synode de la noblesse et du clergé protestants.
- Avril 1556 - Piotr de Goniądz est le premier antitrinitaire à être excommunié.
- 1559 - Jan Łaski convoque un synode contre Francesco Stancaro
- 1559 - Remigiusz Chełmski et Pierre Statorius nient la validité de la prière à l'Esprit Saint, l'appelant "blasphème". Le Synode approuve un projet de traduction de la Bible de Brest et nomme des traducteurs pour travailler sur le projet.
- 1562 - Stanisław Paklepka et Grzegorz Paweł de Brzeziny rejettent la doctrine de la Trinité comme un concept «papal», sans soutien biblique. Le 2 avril, une majorité approuve un credo synodal rejetant la Trinité.
- Octobre 1563 - le dernier synode général à Pińczów voit la formation de l'Église réformée mineure polonaise (Ecclesia minor), composée d'antitrinitaires, appelés «Ariens» ou «Frères polonais», qui se séparent de l'Église réformée de Jean Calvin (Ecclesia major).

## Autres synodes protestants en Pologne
Pińczów n'était pas le seul lieu où se sont déroulés des synodes protestants. En 1556, au Synode de Secemin (22 janvier 1556), Piotr de Goniądz nie la Trinité et a été excommunié. Il a donné un développement plus complet de sa doctrine au synode de Brest, en Lituanie, en 1558, quand il a rejeté le baptême des enfants.

### Synodes calvinistes
- Synode de Koźminek, au milieu de l'année 1555, commun aux calvinistes et aux Frères tchèques pour essayer d'unir les différentes tendances protestantes face à la menace de la Contre-Réforme.
- Synode de Secemin, le 22 janvier 1556.
- Le synode général calviniste de Książ, du 15 au 19 septembre 1560, au cours duquel a été étudiée la confession de Francesco Stancaro, a été précédé des :
  - synode de Bychawa, le 24 avril 1560,
  - synode de Pińczów, le 5 mai 1560,
  - synode de Wodzisław (Voïvodie de Sainte-Croix), le 28 mai 1560
- Synode de Wodzisław, en septembre 1561,
- Synode de Cracovie, en décembre 1561.

### Synodes des Frères polonais
- 1564, synode de Piotrków Trybunalski, où une séparation définitive des calvinistes et des frères polonais a eu lieu.
- 25 décembre 1565, synode antitrinitaire à Węgrów
- 24 juin 1567, synode de Skrzynno synode entre les Ariens et les Sociniens parmi les Frères polonais antitrinitaires.